# Протасовы
Протасовы — боярский, а так же графский и древний дворянский род.
В Гербовник внесены фамилии Протасовых и Протасьевых происходящих от одного родоначальника:
1. Протасовы (сюда принадлежат и графы Протасовы), потомство Луки Протасьевича, боярина (1330). (Герб. Часть II. № 55 и Герб. Часть VIII. № 5)
2. Протасьевы, потомство Михаила Борисовича Протасьева, жалованного поместьем в 1619 году (Герб. Часть VI. № 49)[1].

При подаче документов (01 мая 1687) для внесения рода в Бархатную книгу, была предоставлена родословная роспись Протасовых.
Есть еще два рода Протасовых, восходящие к началу и середине XVII века, и несколько родов этого имени новейшего происхождения.

## Происхождение и история рода
Родоначальник Протасовых и Протасьевых, Лука Протасьевич, московский боярин (1330), ездил послом от Ивана Калиты к тверскому великому князю Александру Михайловичу.
Правнук Луки Протасьевича — Григорий Протасьевич, воевода мценский (1423) разбил и прогнал татарского хана Барака отняв у него всех русских пленников, ещё раз разбил татар (1424), изменнически захвачен в плен татарским князем Айдаром, который уважая мужество русского воеводы, отпустил его обратно живым (1429). Фёдор Клементьевич, второй воевода правой руки в Смоленском походе (1514). Протасов Пётр Григорьевич — воевода в Темникове (1558-1559). Опричниками Ивана Грозного числились: Вавил, Осип, Тимофей и Юрий Протасовы (1573). Захарий Борисович за Московское осадное сидение пожалован вотчинами (1615). 
В XVII веке многие Протасовы были жильцами и стряпчими. 
Степан Фёдорович (1703—1767) был сенатором, а Яков Яковлевич (1713—1779) — генерал-поручиком и членом военной коллегии. Генерал-поручик Пётр Степанович (1730—1794), Григорий Григорьевич (умер 1784) и Александр Яковлевич (1742—1799) были сенаторами. Амвросий (Алексей) Протасов был епископом Тульским (1804), архиепископом Казанским (1816) и Тверским (1826).

## Графы Протасовы и Протасовы-Бахметевы
Вдова действительного тайного советника Александра Яковлевича Протасова - Варвара Алексеевна, рождённая Бахметева (1770—1847) возведена с детьми, императором Александром I, в графское достоинство (15 сентября 1801). Со смертью младшего сына её, графа Николая Александровича,  пресеклась графская отрасль Протасовых. Высочайшим указом от 28 октября 1865 года внучатому племяннику, штабс-ротмистру Кавалергардского полка Николаю Алексеевичу Бахметеву повелено принять фамилию и титул умершего родственника, графа Николая Александровича Протасова и именоваться графом Протасовым-Бахметевым (Герб графов Протасовых-Бахметевых не внесён в Общий Гербовник, Гербовник Царства Польского или Дипломные сборники).
Одновременно (17 сентября 1801) получила графский титул камер-фрейлина Анна Степановна Протасова (1745—1826) и её племянницы: Варвара, Вера и Анна, а также дети родного брата её, умершего бригадира Александра Степановича Протасова - сын Степан и дочь Анна Протасовы. Герб рода графов Протасовых (Часть VIII. № 5) утверждён 28 августа 1802 года. Этот род Протасовых внесён в VI часть родословных книг Московской, Орловской и Тульской губерний.

## Описание герба
В роде Протасовых использовались два варианта герба, для графской и дворянских ветвей.
Герб графов Протасовых: в щите, имеющем золотую вершину, в которой возникающий чёрный двуглавый коронованный орёл с распростертыми крыльями, нижняя часть разделена на четыре поля, из которых первое и четвёртое — серебряное, а второе и третье — голубые. В них вверху золотая луна рогами вверх, а внизу три восьмиугольные золотые звезды, между ними крестообразно положенные две сабли остриями вниз. Щит увенчан графской короной, над ней три шлема, из которых центральный увенчан графской, а боковые — дворянскими коронами. В центральном нашлемнике — пять павлиньих перьев, в боковых — по чёрному орлиному крылу. Намёт голубой, подложен серебром. Щитодержатели: справа чёрный орёл, слева лев (ОГ. VIII. 5).

## Известные представители
- Протасов Третьяк — осадный голова в Печерниках (1616).
- Протасов Киприан Борисович Олай — мценский городовой дворянин (1627—1629) (ум. 1634).
- Протасовы: Кирилл Алаевич и Захар Борисович — мценские городовые дворяне (1627—1629).
- Протасовы: Михаил Павлович и Василий Иванович — Мещовские городовые дворяне (1627—1629).
- Протасов Иван — подьячий, воевода в Усюге-Великом (1642).
- Протасов Пётр Онуфриевич — воевода в Красноярске (1643—1646).
- Протасов Пётр Данилович — воевода в Путивле (1652—1654), в Смоленске (1655).
- Протасов Аверкий Родионович — московский дворянин (1672—1677).
- Протасов Емельян Захарьевич — московский дворянин (1676—1678), воевода в Полтаве, Ливнах и Новосили.
- Протасов Давыд Захарьевич — московский дворянин (1676—1678), воевода в Воронеже и Колонтае, жалован вотчинами (1678).
- Протасов Богдан — воевода в Соляном (1678).
- Протасов Богдан Давыдович — московский дворянин, воевода в Курске и Тарусе.
- Протасов Иуда Давыдович — стряпчий (1683), стольник (1690—1692), жалован вотчинами.
- Протасов Феофан Семёнович — московский дворянин (1692).
- Протасовы: Степан Аверкиевич, Фёдор Давыдович, Фёдор Матвеевич, Родион Игнатьевич, Иван Емельянович — стряпчие (1678—1692).
- Протасовы: Семён Игнатьевич, Макар Никифорович, Андрей Аверкиевич, Фёдор Яковлевич — стольники (1692).
- Протасов Ларион Никитич — дьяк (1700)[7][8].
- Протасов Александр Петрович — окольничий и первый судья Владимирского судного приказа в начале царствования Петра I.
- Протасов, Степан Фёдорович (1703—1767) — сенатор.
- Протасов Амвросий (Алексей 1769—1831) — епископ Тульский (1804), архиепископ Казанский (1816), Тверской (1826)[9].

- Протасов, Алексей Андрианович (1780—1833) — российский командир эпохи наполеоновских войн, генерал-майор.
- Графиня Протасова, Анна Степановна — камер-фрейлина Екатерины Великой.
- Протасов, Пётр Степанович (ум. 1794) — брат предыдущей; его дочери:
  - Александра Петровна (1774—1842), в замужестве за князем А. А. Голицыным
  - Екатерина Петровна (1775—1826), в замужестве за графом Фёдором Ростопчиным, и Ростопчин при жизни Екатерины весьма пользовался покровительством тетушки.
  - Варвара Петровна, умершая в девицах.
  - Вера Петровна (ум. 1814 г.), в замужестве за И. В. Васильчиковым, впоследствии князем.
  - Анна Петровна, за графом В. В. Толстым.
- Протасов, Александр Павлович (1790—1856) — сенатор, известный масон и мистик.
- Протасов, Александр Яковлевич (1742—1799) — действительный тайный советник, сенатор.
  - граф Протасов, Николай Александрович — обер-прокурор Святейшего Синода.
- Протасов, Григорий Григорьевич (?—1784) — камергер, сенатор.
- Протасов Василий Иванович — действительный статский советник, предводитель дворянства Тульской губернии (1793—1795).
- Протасова Елизавета Ивановна (около 1771—1803) — 1-я жена историка Николая Михайловича Карамзина.
- Протасов Николай Яковлевич (г/р 1814) — генерал-майор, адъютант фельдмаршала Паскевича.